# Dea (album)
Dea è un album discografico in studio del gruppo musicale italiano Mau Mau, pubblicato nel 2006.

## Tracce
1. Da qui ai Caraibi
2. Dea
3. Il treno del Sole
4. Mia macchina Mercedes
5. Cartoline
6. Cannibal
7. Souvenir de Tulum
8. Qualcuno verrà da te
9. La casa brucia
10. Can anrabià
11. Bentornata nel campo